# Transitalia FM 98.5

Logo de Transitalia FM 98.5

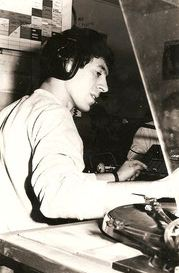
L'animation radio dans les studios de Transitalia (Carlo Di Quartu)

Transitalia FM 98.5 était une radio diffusant uniquement de la musique italienne en région parisienne dans les années 1980. 

## Historique
Créée en 1983 à la suite de la disparition de la radio Made in Italie, et dirigée par Pino (Pino Valparaiso) et Riccardo Stefano, avec pour la partie technique et la formation des DJ couleur musicale Gianluca Emmanuel. L'animateur vedette et responsable des DJ et animateurs était Enzo Rizo, le responsable des journalistes Flavio Esposito, et au standard et à l'animation Enza. La station a émis sur 98.5 et sur 105.8 jusqu'en 1987 et a dû fermer sur décision de la Haute autorité. C'était l'une des premières radios libres diffusant des programmes sur l'Italie en français et des chansons en italien. 
Pino et Riccardo ont continué Transitalia.FM sur Fréquence Gay, dont Riccardo Stefano a pris la direction. 
Carlo Sotgiu (utilisant le pseudonyme Carlo Di Quartu à l'antenne) était l'animateur des soirées italiennes sur cette antenne et sur et Radio Latina. Il est le créateur en 2009 de la radio web Top Italia.
Top Italia Paris, la Radio italienne en version française! Ecoutez en streaming et en continu de la musique italienne: des chansons des années ’70 à nos jours, les nouveautés de la pop italienne et surtout la retransmission des programmes thématiques de: “Cappuccino” (Aligre FM Paris) et “Italoscopie” (RVVS Grand-Ouest Parisien) + certains podcast. http://www.topitalia.fr/